# Języki mongolskie

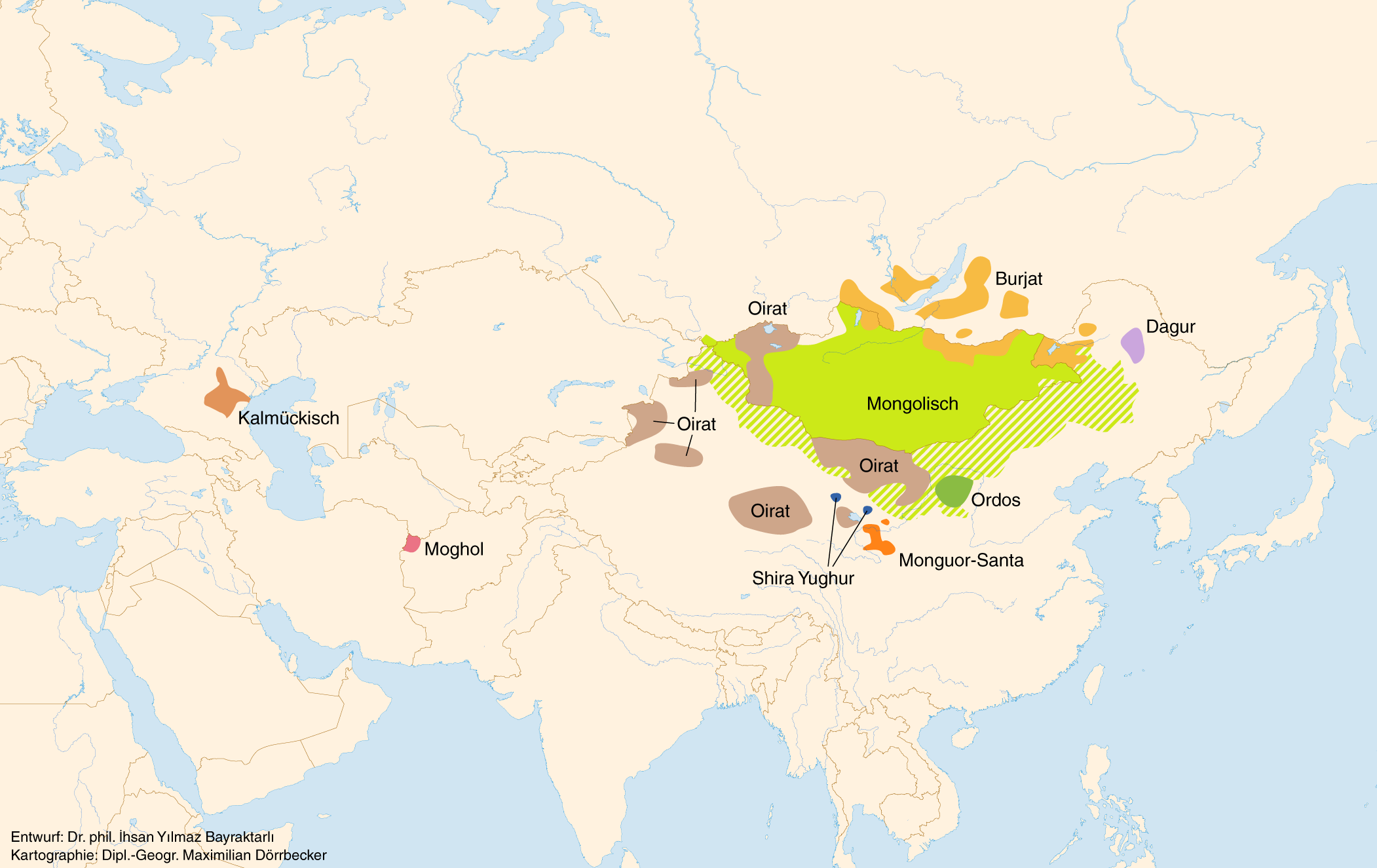

Języki mongolskie – rodzina języków ałtajskich, której współcześni przedstawiciele wydzielili się z języka ogólnomongolskiego w XIV–XVI wieku (po rozpadzie imperium Czyngis-chana). Obejmuje obecnie ponad 8,5 mln mówiących, zamieszkujących głównie obszar wschodniej części Azji Środkowej (Buriacja, Mongolia, Mongolia Wewnętrzna, Mandżuria), a także Europy Wschodniej (Kałmucja). Najwięcej mówiących, bo aż 7 mln, posługuje się językiem mongolskim właściwym, podczas gdy każdym z pozostałych języków tej grupy posługuje się do kilkuset tysięcy osób.

## Piśmiennictwo
Języki mongolskie można podzielić na dwie grupy:
- tzw. „mongolskie peryferyjne”, głównie z obszaru Mandżurii i prowincji Gansu i Qinghai w Chinach (m.in. języki santyjski, mongorski i dagurski) o niewielkim zasięgu i braku własnej tradycji piśmienniczej
- oraz języki z obszarów Mongolii i południowo-środkowej Syberii (m.in. języki mongolski właściwy, ojracki i buriacki), tj. terenów tradycyjnie zamieszkiwanych przez plemiona mongolskie.

Plemiona i narody posługujące się językami tej drugiej grupy posiadają obecnie bogate piśmiennictwo, literaturę i prasę we własnym języku. Część języków zapisywana jest tradycyjnym pismem mongolskim (zwłaszcza na obszarze Chińskiej Republiki Ludowej), a część zmodyfikowaną cyrylicą rosyjską. 
Przez wieki ogromną rolę w piśmiennictwie odgrywał klasyczny język mongolski – język bogatej literatury, stosowany w piśmie (zapisywany pismem mongolskim) począwszy od XIII wieku. Niektóre plemiona (m.in. Buriaci) używały tego języka aż do wczesnych dekad XX wieku. Jego cechą charakterystyczną jest fakt, że nigdy nie był to język mówiony, a służył tylko za język piśmiennictwa różnych plemion mongolskich – odczytywany był zgodnie z zasadami wymowy danego języka lokalnego. 
Po II wojnie światowej ogromnie wzrosło znaczenie „języka chałchaskiego”, określanego dziś najczęściej po prostu jako język mongolski. Jest to dziś język urzędowy Mongolii i standard literacki języka mongolskiego w szerszym znaczeniu, obejmującego też dialekty Mongolii Wewnętrznej.

## Klasyfikacja współczesnych języków mongolskich
języki ałtajskie
języki mongolskie
buriacki (ok. 350 tys.)
dagurski (ok. 100 tys.)
mogolski (na skraju wymarcia lub wymarły)
mongolski (chałchaski i dialekty Mongolii Wewnętrznej) (ok. 7 mln)
mongorski (ok. 204 tys.)
santyjski (ok. 374 tys.)
szera-jögurski (ok. 12 tys.)
ojracki (ok. 285 tys.) z kałmuckim (ok. 150 tys.)
Dane o liczbie użytkowników pochodzą ze spisu ludności w 1990 roku.
- podział Ethnologue

| Grupy i języki                                                                       | Liczba mówiących | Kraje                  |
| ------------------------------------------------------------------------------------ | ---------------- | ---------------------- |
| Języki wschodniomongolskie                                                           |                  |                        |
| Języki dagurskie                                                                     |                  |                        |
| dagurski (daurski)                                                                   | 96 100           | Chiny                  |
| Języki mongorskie                                                                    |                  |                        |
| bonański (baoanski, bonan)                                                           | 6 000            | Chiny                  |
| santyjski (dongxiangski, tung-siang)                                                 | 200 000          | Chiny                  |
| kandżyjaski                                                                          | 1 000            | Chiny                  |
| mongorski (tu)                                                                       | 152 000          | Chiny                  |
| wschodniojugurski (szera-jögurski, enger)                                            | 4 000            | Chiny                  |
| Języki ojracko-chałchaskie                                                           |                  |                        |
| Języki chałchasko-buriackie                                                          |                  |                        |
| Makrojęzyk buriacki (buriat-mongolski)                                               |                  |                        |
| buriacki chiński (bargu-buriacki)                                                    | 65 000           | Chiny                  |
| buriacki mongolski                                                                   | 45 100           | Mongolia               |
| buriacki rosyjski                                                                    | 219 000          | Rosja                  |
| Makrojęzyk mongolski (mongolski właściwy)                                            |                  |                        |
| mongolski chałchaski (mongolski, środkowomongolski, chałcha-mongolski, chałchaski)   | 2 626 590        | Mongolia               |
| mongolski obwodowy (mongolski z Mongolii Wewnętrznej, mongolski południowo-wschodni) | 3 380 000        | Chiny                  |
| Języki ojracko-kałmucko-darchackie                                                   |                  |                        |
| kałmucko-ojracki (kałmucki [Rosja], ojracki [Chiny, Mongolia], zachodniomongolski)   | 360 800          | Rosja, Chiny, Mongolia |
| Języki zachodniomongolskie                                                           |                  |                        |
| mogolski                                                                             | 0                | Afganistan             |

## Historyczne języki mongolskie
- ogólnomongolski
  - staromongolski (do XII w.) – język hipotetyczny (brak źródeł pisanych), sprzed okresu podbojów Czyngis-chana
  - średniomongolski (XII/XIII–XV/XVI w.)
- mongolski klasyczny – język pisany, używany powszechnie do początków XX wieku (dziś stosowany jedynie przez nieliczne plemiona w Mongolii Wewnętrznej)
- wczesnoojracki (zaja-pandicki)
- kitański (liao) (IV–XIII w.)